# Vasco Graça Moura
Vasco Navarro da Graça Moura (* 3. Januar 1942 in Foz do Douro, Distrikt Porto; † 27. April 2014 in Lissabon) war ein portugiesischer Politiker, Schriftsteller und Übersetzer. Als Schriftsteller war er vor allem Lyriker und Essayist.

## Leben
Vasco Graça Moura studierte Rechtswissenschaften an der juristischen Fakultät der Universität Lissabon und machte sein Examen 1966. Er praktizierte als Anwalt von 1966 bis 1983. Seit 1963 war er außerdem schriftstellerisch tätig.
1975 war er zweimal Staatssekretär in den provisorischen Regierungen, so als Staatssekretär für Soziale Sicherheit und später Staatssekretär für die Auslandsportugiesen, 1978 war er kurzzeitig Chef von RTP, dem nationalen Fernsehsender von Portugal, von 1979 bis 1989 war er Chef der Staatsdruckerei Casa da Moeda und von 1989 bis 1995 Generalkommissar für das Zeitalter der Entdeckungen. Von 1999 bis 2009 saß er für die PSD im Europäischen Parlament. Der Politiker und Schriftsteller lebte in Lissabon.
Bedeutend war Graça Moura auch als Übersetzer. So übersetzte er die Divina Comedia von Dante Alighieri ins Portugiesische sowie alle Sonette von Shakespeare, des Weiteren unter anderen Rainer Maria Rilke, Walter Benjamin, Gottfried Benn, Federico García Lorca, Seamus Heaney und Hans Magnus Enzensberger. Seine Werke wurden ins Italienische, Französische, Schwedische und Spanische übersetzt. Er war Mitglied der Académie Européene de Poésie, Luxemburg. Graça Moura starb im April 2014 im Alter von 72 Jahren im Hospital da Luz Lisboa an einer Krebserkrankung.

## Werk (Auswahl)
Lyrik
- Modo mundado, 1963
- Semana Inglesa, 1965
- A sombra das figuras, 1985
- Sonetos familiares, 1995
- Variaçoes metalicos, 2004

Essays
- Luis de Camoes: Alguns Desafino, 1980
- Camoes e a Divina Proporçao, 1985

Romane
- A morte de Ninguem, 1998
- Meu Amor, era de noite, 2001

## Auszeichnungen (Auswahl)
- Prémio Pessoa, 1995.
- Premio de Poesia do PEN-Clube Portugal, 1997
- Goldmedaille der Stadt Florenz für seine Übersetzung der Divina Comedia, 1997
- Grande Premio de Poesia da Assoçiao Portuguesa de Escritores, 1999